# Клятвенний запис
«Клятвенний запис» («წიგნი ფიცისა») — радянський п'ятисерійний телефільм 1983 року, зняли режисери Аміран Дарсавелідзе, Гіга Лордкіпанідзе на кіностудії «Грузія-фільм».

## Сюжет
Про трагічні події в історії Грузії (XVI—XVIII ст), які завершилися укладанням у 1783 році Георгіївського трактату про перехід Грузії під владу Росії.

## У ролях
- Тенгіз Арчвадзе — цар Олександр / цар Іраклій
- Лія Еліава — цариця Тінатін
- Зураб Капіанідзе — Папаї
- Леван Пілпані — Куршит Черкес
- Сос Саркісян — Мовсес
- Мурман Джинорія — Мцирі
- Ніно Кіртадзе — Наніль
- Лалі Андронікашвілі — Талале
- Ніколоз Шенгелая — Ітабан
- Теймураз Долідзе — Лала Мустафа-Паша
- Гіві Чугуашвілі — Мусабек
- Алі Ісаєв-Аварський — ватажок кримських татар
- Григол Нацвлішвілі — архієпископ Ніколозі
- Лері Мішвеладзе — священик Йоаким
- Гіві Тохадзе — Оман Чолокашвілі
- Георгій Чічінадзе — царевич Костянтин
- Юрій Соломін — цар Федір Іванович
- Борис Бистров — Борис Годунов
- Юрій Назаров — Андрій Щелканов
- Віктор Захаров — Гнат Данилов, посол
- Гіві Хахідзе — Абало Беродзе
- Тінатін Мікеладзе — Шамсат
- Ліа Капанадзе — Зідон
- Картлос Марадішвілі — цар Давид
- Давид Гіоргобіані — Георгій
- Акакій Хідашелі — Костянтин-Мірза
- Ека Чхеїдзе — Наніль
- Кетеван Кікнадзе — цариця Кетеван
- Кахі Кавсадзе — Шах-Аббас
- Тенгіз Цуладзе — Махмуд Бек
- Джемал Моніава — Вахтанг
- Зураб Хінчагашвілі — Андарез
- Шота Схіртладзе — Кортош
- Леонід Пярн — Татищев / Остап Кувшинов
- Димитрій Гедеванішвілі — Іванов
- Отар Меґвінетухуцесі — Імам Кулі-хан
- Леван Учанейшвілі — Теймураз
- Джемал Сіхарулідзе — Василь Коробін
- Йосип Гогічайшвілі — Давид Джандієрішвілі
- Гія Кобахідзе — Тамаз
- Гурам Хурцилава — Бебур Вачнадзе
- Джемал Мазіашвілі — Шахмір-хан
- Іраклій Баліашвілі — Алі-хан Мовафек
- Ніно Долідзе — Теоніа
- Кукурі Абрамішвілі — Георгій
- Давид Двалішвілі — Харитон
- Аміран Аміранашвілі — Іла
- Віктор Раков — Гаврило Сєвєров
- Бондо Гогінава — Замата Бестауті
- Нана Лордкіпанідзе — Фатімат
- Георгій Абрамішвілі — Ісмаїл-ага
- Георгій Гегечкорі — Каталікос Антон
- Олексій Петренко — генерал Тотлебен
- Георгій Бурджанадзе — Леван Батонішвілі
- Резо Чхіквішвілі — Гайоз, ректор
- Георгій Геловані — Тома Мегвінетхуцішвілі
- Лалі Бадурашвілі — Хварамзе
- Ліана Асатіані — цариця Дареджан
- Ніно Лордкіпанідзе — Аїде
- Давид Абашидзе — Паата Батонішвілі
- Таріель Сакварелідзе — Заал Орбеліані
- Зураб Лаферадзе — Давид Еріставі
- Бесаріон Хідешелі — Худіа
- Отар Сетурідзе — Арушан Діасамідзе
- Коте Толорая — Димитрі Амілахварі
- Зураб Кіпшидзе — Олександр Амілахварі
- Шалва Херхеулідзе — Елізбар Тактакішвілі
- Валеріан Елошвілі — син Абдула-бека
- Паата Бараташвілі — царевич Гіоргі Батонішвілі
- Марина Юрасова — Катерина II
- Юхим Байковський — Панін
- Олексій Савостьянов — Чернишов
- Ігор Озеров — Бакунін
- Малхаз Горгіладзе — Моуравов
- Едмундас Мікульскіс — Де Грай
- Сергій Жигунов — Свєчін
- В'ячеслав Гунін — Ременников
- Артем Іноземцев — Замараєв
- Віктор Нінідзе — Алі-ага
- Нодар Шашик-огли — Потьомкін
- Руслан Мікаберідзе — Керім-хан
- Георгій Харабадзе — Ісмаїл-бек
- Замір Субеліані — Олександр Бакарович
- Йосип Лагідзе — Іоан Багратіоні
- Зураб Лежава — Гарсеван Чавчавадзе
- Нугзар Лорткіпанідзе — епізод
- Тамаз Данелія — епізод
- Коте Бурджанадзе — епізод
- Л. Симонішвілі — епізод
- А. Ніколаїшвілі — епізод
- Нодар Сохадзе — епізод
- Омар Габелія — епізод
- Т. Бетеєв — епізод
- Олександра Тоїдзе — епізод
- Георгій Хобуа — епізод
- Н. Бетеєва — епізод
- Т. Чконія — епізод
- Є. Квірікашвілі — епізод
- Зураб Саканделідзе — епізод
- А. Наскідашвілі — епізод
- Р. Джеладзе — епізод
- Гія Джапаріде — епізод
- Ніно Арчвадзе — епізод
- Є. Сетурідзе — епізод
- А. Гоголадзе — епізод
- А. Пріданішвілі — епізод
- Георгій Дарчіашвілі — епізод
- Гія Схіртладзе — епізод
- О. Канадашвілі — епізод
- Коте Антадзе — епізод
- М. Нозадзе — епізод
- Гіві Джаджанідзе — епізод
- Юрій Гецадзе — епізод
- М. Відхозорія — епізод
- Шалва Джаніашвілі — епізод
- Б. Іоселіані — епізод
- Темур Нацвлішвілі — епізод
- Заал Самадашвілі — епізод
- Б. Будагішвілі — епізод
- В. Чхеїдзе — епізод
- Вано Гелашвілі — епізод
- Василь Чхаїдзе — священик
- А. Хмаладзе — епізод
- Аміран Буадзе — епізод
- Лев Брагілевський — епізод
- Володимир Єфремов — майор
- Григорій Цитайшвілі — епізод
- Олександр Медзмаріашвілі — епізод
- Автанділ Верулеїшвілі — епізод
- Нодар Бекаурі — епізод
- Нугзар Хідурелі — епізод
- Ладо Цхваріашвілі — епізод
- Жирайр Карапетян — епізод
- Б. Бугурян — епізод
- Павло Казарян — епізод
- Валіко Габісіані — епізод
- Важа Кобулашвілі — епізод
- Володимир Обрєзков — епізод

## Знімальна група
- Режисери — Аміран Дарсавелідзе, Гіга Лордкіпанідзе
- Сценарист — Анзор Салуквадзе
- Оператор — Леван Намгалашвілі
- Композитор — Бідзіна Квернадзе
- Художник — Кахабер Хуцішвілі